# Istvánffy Miklós

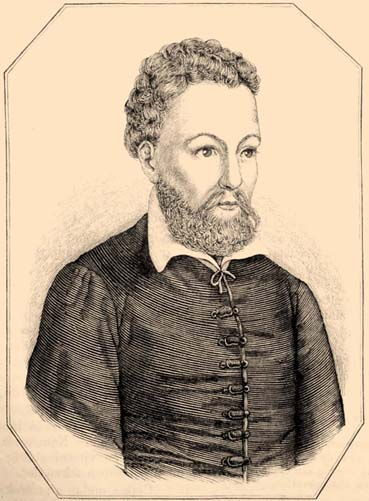
Istvánffy Miklós portréja a Vasárnapi Ujság 1857. évi 29. számában

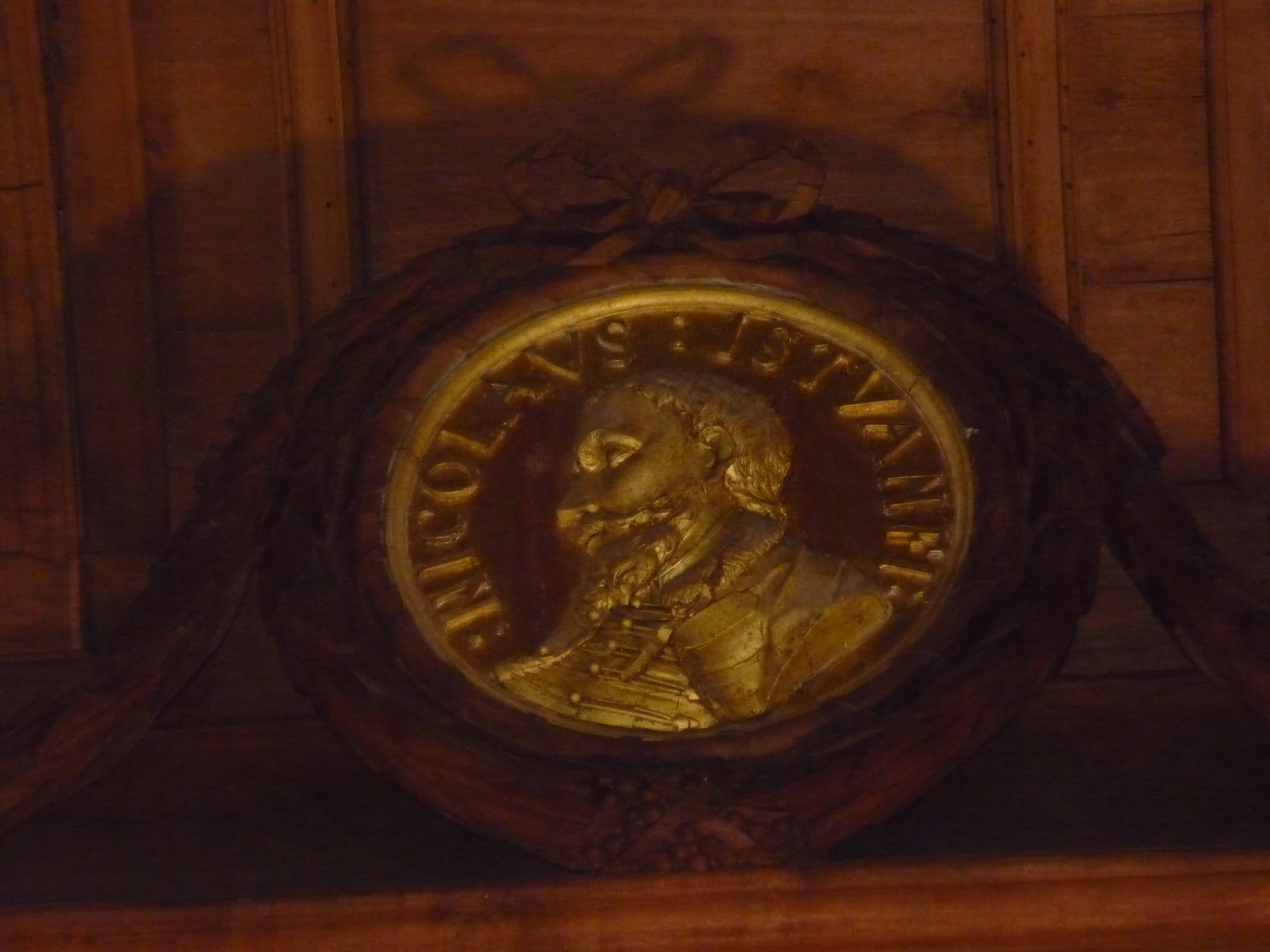
Istvánffy Miklós (dombormű, Eger, Főegyházmegyei Könyvtár)

Baranyavári és kisasszonyfalvi báró Istvánffy Miklós (Kisasszonyfa, 1538. december 8. – Vinica, 1615. április 1.) politikus, költő, humanista történetíró, alnádor. A magyar Liviusnak is nevezik, mivel Pataviumban, Livius szülővárosában tanult, történeti művében Liviust követi, és megközelítőleg annyi évet is élt mint Livius.

## Élete
A költő Istvánffy Pál királyi tanácsos és Gyulay Hedvig fia. A török 1543-ban családját kiűzte Baranyából, mely után 1548-1549-ben Várday Pál érsek apródja lett. Ezután Oláh Miklós pártfogoltja, aki 1552–1556 között Padovában taníttatta. Ott Zsámboky János tanítványa volt.
1562-től Oláh Miklós titkára, egészen annak haláláig (1568). Ekkor vette feleségül bajnai Both Erzsébetet. 1569-től kancelláriai tisztviselő, később királyi tanácsos, majd 1582-től alnádor. Részt vett az 1593. november 3-ai pákozdi csatában, 1595 nyarán a petriniai csatában, 1600-ban Kanizsa védelmében és 1601-ben a kanizsai vár visszafoglalásának sikertelen kísérletében. Az 1606-os zsitvatoroki békekötésnél a követség tagjaként ő volt a szerződés egyik aláírója.
1601 végén főajtónállómester. 1603-ban ő fogalmazta a protestáns Illésházy Istvánt törvénytelenül fej- és jószágvesztéssel sújtó ítéletet, 1608-ban azonban a nádorválasztáson alulmaradt Illésházyval szemben. Miután lovaglás közben agyvérzést kapott, visszavonult a közélettől, és emiatt fő műve is befejezetlen maradt. Teste a vinicai templomban nyugszik.

## Családja
1569-ben feleségül vette a több előkelő és tehetős köznemesi bajnai Both családból származó özvegy gradeci Horváth Márk szigetvár várkapitányné bajnai Both Erzsébetet (†1602), akinek a szülei bajnai Both György (†1552), zalai adószedő, hadvezér, jómódú földbirtokos és Háshágyi Borbála voltak. Both György szülei bajnai Both Ferenc és németújvári Batthyány Ágnes voltak. Nagyszülei bajnai Both János, dalmát és horvát bán, és Csapy Apollonia voltak. Both Györgyné Háshágyi Borbála szülei Háshágyi Dénes (fl. 1483–1536), nagykanizsai várnagy, országgyűlési követ, földbirtokos és kányaföldi Kerecheny Katalin (fl. 1538–1545) voltak. Házasságukból négy gyermekük született:
- Éva; férje: trakostyáni Draskovich János (1550-1613)
- Orsolya; férje: lipcsei Dóczy János
- Katalin; férje: buzini Keglevich György
- Pál (?-1581)

## Munkássága
Műveltségét, rendkívüli nyelvtudását, írói tehetségét ellenfelei is elismerték. Jól verselt latinul. A Habsburgok feltétlen híve, a reformáció ellensége volt. Fő művében a nagy kortörténetében is, amely az 1490–1606 közötti időszakot tárgyalja (1547-től részletesen), ezt a szemléletet követi. Ennek megírásához kisebb történeti munkák, valamint egy történeti forrásgyűjtemény után az 1590-es években fogott hozzá. Ebben a művében Antonio Bonfinit folytatva az 1490-1613 közötti eseményeket dolgozta fel. Az 1606-1613 közötti időszakot tárgyaló 35–38. könyvnek csak a vázlata készült el, ez mindmáig kiadatlan.
Művében elsősorban a hadi és diplomáciai eseményekkel foglalkozik. Előadás- és szerkesztésmódja drámai: hőseit beszélteti, sorsukkal, jellemükkel mélyrehatóan foglalkozik. A hősi erény példáival akarja kortársait tettre és optimizmusra serkenteni. Eszményképe Mátyás. Ítéletének mércéje a katolikus valláshoz és a császárhoz való hűség, a fölemelkedést egy derék Habsburg királytól várja. Az 1550 utáni rész első kézből való értesülésekre, kortárs (részben kiadatlan, illetve elveszett) forrásokra, hadijelentésekre, a szóhagyományra és saját tapasztalataira támaszkodik, melynek jelentős forrásértéke van. Stílusában Liviust követi, latinsága világos.

## Kiadások
- Nicolai Isthuanfi Pannoni Historiarum de rebus Vngaricis libri 34, Antoni Hierati, 1622
- Regni Hungarici historia, 1685
- Regni Hungarici historia, Henrici Rommerskirchen Bibliopolae, 1724
- Historia Regni Hungariae, Ioannis Thomae Trattner, 1758

### Magyarul
- Magyarország története 1490–1606; ford. Vidovich György; Csáthy, Debrecen, 1867
- A magyarok történetéből; ford. Juhász László, vál., bev., jegyz. Székely György; Magyar Helikon, Bp., 1962 (Monumenta Hungarica)
- Emlékezzünk Vég-Gyula várárul / Vörös Mihály: A bajnokok Vég Gyula várában / Szép ének a katonákról / Istvánffy Miklós: Gyula 1566-i ostroma. Részlet a "Magyarország története" 23. könyvéből; Rózsa Ferenc Gimnázium és Szakiskola–Gyulai Városi Tanács, Békéscsaba–Gyula, 1967 (Bibliotheca Bekesiensis)
- Istvánffy Miklós magyarok dolgairól írt históriája Tállyai Pál XVII. századi fordításában, 1-3.; sajtó alá rend. Benits Péter; Balassi, Bp., 2001–2009 (Történelmi források)